# Каркошка, Эльжбета
Эльжбета Каркошка (пол. Elżbieta Karkoszka) —  польская актриса театра, кино и телевидения.

## Биография
Эльжбета Каркошка родилась 17 марта 1943 года  в селе Сьцегны (Лодзинское воеводство Польши). Актёрское образование получила в Государственной высшей театральной школе в Кракове, которую окончила в 1967 году. Дебютировала в театре в 1966. Актриса театров в Кракове. Выступает в спектаклях «театра телевидения» с 1969 г.

## Избранная фильмография
- 1965 — Капитан Сова идёт по следу / Kapitan Sowa na tropie (телесериал) — Зося, экскурсовод по замку (только в 5-й серии)
- 1972 — Стеклянный шар / Szklana kula — плачущая в телефонной будке
- 1975 — Квартальный отчет / Bilans kwartalny — Мария, сотрудница Марты
- 1975 — Ночи и дни / Noce i dnie — Магда Климецкая
- 1976 — Дагни / Dagny — Марта Фодер
- 1978 — Больница преображения / Szpital przemienienia — пациентка
- 1980 — Зелёные годы / Zielone lata — Анна, жена Туровского
- 1980 — Архив смерти / Archiv des Todes (телесериал) — Лидия Вонсинская (только в 10-й и 11-й серии)
- 1983 — Предназначение / Przeznaczenie — Марта, гувернантка Лауры
- 1987 — На серебряной планете / Na srebrnym globie — Ада, дочь Марты
- 1987 — Лук Купидона / Łuk Erosa — Каровская, мать Адама
- 1991 — Пылающий костёр / Le Brasier — Мария
- 1992 — Бал недотёп (Парад уродов) / Le Bal des casse-pieds — пани Гробонек
- 1996 — Девочка Никто / Panna Nikt — учительница рисования
- 1997 — Слава и хвала / Sława i chwała — тётка Зофии
- 2009 — Н.Н. / Enen — мать Константа
- 2011 — Именем дьявола / W imieniu diabła — сестра Софья

## Признание
- 1979 — Золотой Крест Заслуги.